# G. Roth AG

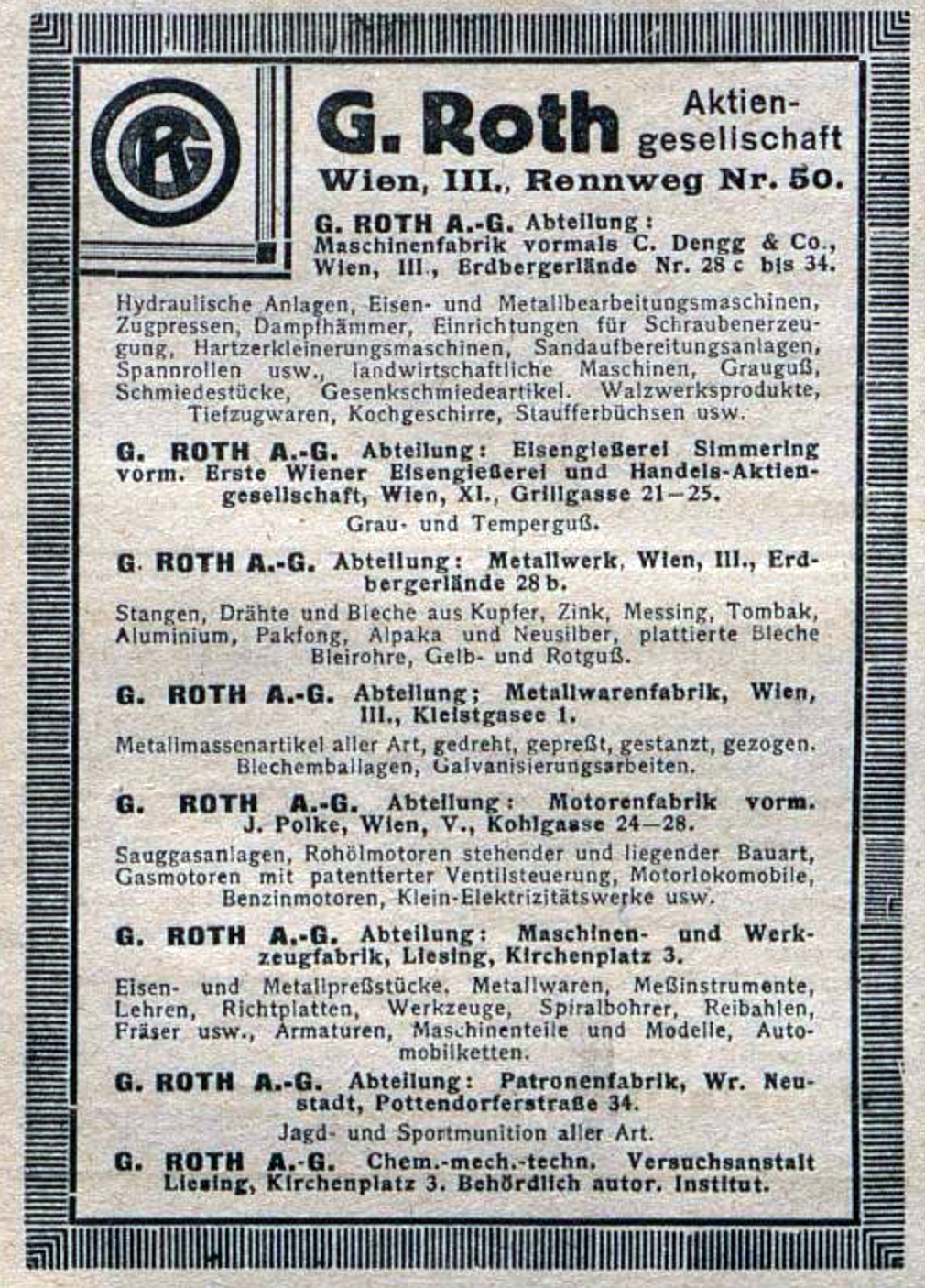
Werbeanzeige (1920)

Die Georg Roth AG (zumeist abgekürzt G. Roth AG oder kurz Roth) war einer der größten Munitionshersteller Österreichs.

## Geschichte

### Gründung und Aufstieg
Das Unternehmen wurde im Jahr 1866 von den Brüdern Georg Roth (Georges) jun. (1834–1903) und Johann (Jean) Roth (1837–1906), Söhne des Metallwaren- und Knopffabrikanten Georg Roth sen. am Rennweg 50 in Wien-Erdberg gegründet. Ein Auslöser war die Einführung des Hinterladergewehres bei der k.u.k Armee und der dadurch gestiegene Bedarf an einheitlicher Gewehrmunition nach der Niederlage von Königgrätz. Um in der ungarischen Reichshälfte Fuß fassen zu können, wurde zur Belieferung der k.u. Honved bereits 1867 eine Munitionsfabrik in Pressburg (Bratislava) gegründet.
Ein erster großer Erfolg der Unternehmens war die Einführung der „Roth-Zündung“ samt eigener „Roth-Patentkapsel“ (bei welcher das Zündhütchen bereits alle Zündelemente in sich vereinigte und von außen in den Patronenboden eingebracht wurde) durch die k.u.k Heeresverwaltung mit Erlass des Reichskriegsministerium vom 28. Dezember 1869. Das Unternehmen stieg in der Folge zu einem der größten Privatunternehmen in Österreich-Ungarn auf, bereits 1873 wurden täglich 250.000 Stück Munition verschiedenen Kalibers erzeugt. Bereits frühzeitig konzentrierte sich Roth auf die Entwicklungsarbeit sowie die Fertigung von Munitions-Produktionsmaschinen, was den internationalen Ruf des Unternehmens zusätzlich festigte.

### Blütezeit
Die Einführung von Repetiergewehren wie dem Mannlicher 1895 ließ den Munitionsbedarf des Militärs abermals stark ansteigen, auch der Export (u. a. nach Übersee) wurde mehr und mehr zu einer Hauptstütze des Unternehmens. Die Produktion stieg auf mehrere 100 Millionen Patronenhülsen im Jahr an. Daneben wurden auch Zündhütchen, fertige Zünder, Geschosse und Sprengstoffe hergestellt, unter anderem war das Unternehmen Mitinhaber des Patentes für den Sprengstoff Ammonal. Schließlich wurde dem Unternehmen seitens des Heeres gestattet, anstatt einzelner Munitionsbestandteile ganze Patronen herzustellen. Hauptkonkurrenten Roths waren die Hirtenberger Patronenfabrik, die Berndorfer Metallwarenfabrik Artur Krupp sowie das Prager Unternehmen Sellier & Bellot.
Um die Jahrhundertwende beschäftigte Roth rund 800 Mitarbeiter, es wurden neben der Munitionsfabrik auch eine Metallwarenfabrik sowie ein Walzwerk betrieben, durch die Übernahme der Maschinenfabrik Dengg & Co. stieg das Unternehmen in den Maschinenbau ein. Mit der von J. P. Sauer & Sohn in Suhl produzierten Pistole Roth-Sauer begann das Unternehmen zudem selbst mit der Produktion von Schusswaffen. 1898 trat der Waffenkonstrukteur Karl Krnka in die Firma Roth ein und schuf mit der im November 1907 als Standardwaffe für alle Waffengattungen eingeführten „Repetierpistole“ Roth-Steyr M1907 (System Roth-Krnka) die erste Selbstladepistole der k.u.k Armee. Die Produktion der in über 100.000 Exemplaren hergestellten Pistole wurde allerdings mangels eigener Kapazitäten zur Österreichischen Waffenfabriks AG nach Steyr sowie zur Waffenfabrik Budapest ausgelagert.
Georges Roth wurde angesichts seines unternehmerischen Erfolges in Wien bald nur noch „Kapsel-Roth“ genannt, er wurde für seine Verdienste mehrfach hoch dekoriert und war bereits 1879 vom Kaiser nobilitiert worden. Sein Bruder Jean ließ sich von seinem Bruder Franz Roth, Architekt und Erbauer des Raimundtheaters, das Jagdschloss Villa Roth in Gößl am Grundlsee errichten. Nach dem Tode Georg Roths (1903) führte sein Bruder Jean die mittlerweile zum Großunternehmen angewachsene Firma bis zu seinem Tod 1906 weiter, welche im Jahr 1908 schließlich von Georges Roths Söhnen Carl (1867–1930) und Emil von Roth (1868–1954) in eine Familien-Aktiengesellschaft umgewandelt wurde. Damit einher ging eine weitere Expansion, unter anderem kamen nun eine Munitionsfabrik in Lichtenwörth, eine Pulverfabrik in Felixdorf sowie die Erweiterung der Maschinenfabrik in Wien um ein Stahlwerk sowie eine Eisengießerei zum Portfolio des Unternehmens.

### Erster Weltkrieg
1914 arbeiteten bereits rund 1.500 Beschäftigte für die G. Roth AG, welches zu dieser Zeit auch an einem Sprengstoffunternehmen in London beteiligt war. Im Ersten Weltkrieg stieg die Mitarbeiteranzahl sprunghaft auf rund 15.000 Beschäftigte an, die G. Roth AG war eine der wichtigsten Rüstungsfabriken der Monarchie. Das Unternehmen expandierte in den Kriegsjahren schnell: in Wien-Liesing wurde eine ehemalige Textilfabrik in eine weitere Munitionsfabrik umgebaut (Produktion von 8-mm-Patronen), in Wien-Simmering wurde eine zusätzliche Gießerei übernommen sowie in Wien-Margareten eine Motorenfabrik erworben. In der Firmenzentrale am Rennweg war die Konstruktionsabteilung angesiedelt sowie die Produktion von Infanteriemunition und der Bestandteile von Artilleriemunition. Im Metallwerk an der Erdbergerlände 28b wurden die Rohstoffe aufbereitet sowie die Vorprodukte hergestellt, gleich daneben befand sich die Maschinenfabrik der Georg Roth AG (ehemals Dengg & Co., Erdbergerlände 28c) sowie die Herstellung von Geschützhülsen mit einem Kaliber über 37 mm (Erdbergerlände 30). Im Stahl- und Walzwerk an der Erdbergerlände 30–32 fand die Produktion von Artilleriegeschoßen mit einem Kaliber von bis zu 30,7 mm statt. Die Pulverfabrik Felixdorf, hier waren vor allem Frauen beschäftigt, erhielt 1916 einen Anschluss an die Militärschleppbahnen auf dem Steinfeld.
1917 brach die Produktion aufgrund mangelnder Rohstoffe teilweise ein, das Unternehmen dachte im September dieses Jahres sogar an einen Abbau von Mitarbeitern. Das Werk in Pressburg allein produzierte zu dieser Zeit rund 150.000 Patronenhülsen, 500.000 Stahlmäntel, 600.000 Geschoße sowie 120.000 Magazine pro Tag, im Werk Lichtenwörth (welches alleiniger Infanteriemunitionslieferant der k.k. Landwehr war) wurden täglich 480.000 Patronen gefertigt. In der Pulverfabrik Felixdorf wurden pro Tag rund 30 Tonnen der Sprengstoffe Ammonal und Danammon hergestellt.

### Niedergang
Der Zusammenbruch der Donaumonarchie bedeutete für das Unternehmen einen schweren Einschnitt. Die nun in der Tschechoslowakei gelegene Pressburger Munitionsfabrik musste an eine eigene Aktiengesellschaft ausgegliedert werden. Die Umstellung auf Friedensproduktion gelang dem Unternehmen allerdings zunächst nur mäßig. In Wien-Erdberg wurden 1919 hydraulische Pressen hergestellt, die starke Nachfrage nach Eisenguss bedingte in den ersten Nachkriegsjahren die Errichtung weiterer Gießereien in den Betrieben in Erdberg, Liesing, Simmering, Lichtenwörth sowie in Felixdorf.
1921 wurde aus dem ehemaligen Betrieb in Liesing die Liesinger Motorenfabrik gegründet und 1923 in eine eigene Aktiengesellschaft umgewandelt. Diese stellte in den folgenden Jahren mit leidlichem Erfolg Motorräder und Hilfsmotore für Fahrräder her. Die „LAG“ galten zeitweilig als beste Motorräder Österreichs. Die Produktion wurde 1929 eingestellt, Lagerbestände wurden noch bis 1931 abverkauft.
Der Niedergang des Unternehmens war jedoch nicht mehr aufzuhalten, 1923 musste ein Großteil der in eigene Gesellschaften umgewandelten Betriebe stillgelegt werden. Der Mitarbeiterstand war auf 410 Beschäftigte gefallen. 1924 war lediglich der Standort Lichtenwörth – nachdem hier noch zeitweise Jagdmunition gefertigt wurde – für die Produktion ziviler Produkte und Aluminiumgeschirr noch in Betrieb, die Wiener Produktionsanlagen waren bereits stillgelegt und die Grundstücke bereits verkauft worden.
Die Beteiligung an Branchenfremden Betrieben wie einer Großbuchbinderei vermochten den Untergang der G. Roth AG nicht mehr aufzuhalten. Die Neuordnung der österreichischen Munitions- und Sprengstoffproduktion unter staatlicher Kontrolle (in Folge der Friedensverträge von St. Germain) brachte dem Felixdorfer Roth-Unternehmen im Mai 1926 den Titel einer „Staatsfabrik“. Im Dezember 1927 wurde über den mehrheitlich noch in Familienbesitz befindlichen Konzern das Konkursverfahren eröffnet, die Creditanstalt übernahm aus der Konkursmasse das Werk in Lichtenwörth und nannte es fortan „Patronenfabrik Lichentwörth AG vormals Georg Roth“. Über eine Strohfirma hatte sich in der Person von Fritz Mandl auch der ehemalige Konkurrent Hirtenberger in Lichtenwörth eingekauft. 1929 wurde die Auflösung der Georg Roth AG beschlossen.